# Soleneiscus hispida
Soleneiscus hispida är en svampdjursart som först beskrevs av Brøndsted 1931.  Soleneiscus hispida ingår i släktet Soleneiscus och familjen Soleneiscidae. Inga underarter finns listade i Catalogue of Life.